# 1964年逝世人物列表
1964年逝世人物列表：1月 - 2月 - 3月 - 4月 - 5月 - 6月 - 7月 - 8月 - 9月 - 10月 - 11月 - 12月
下面是1964年逝世的知名人士列表。

## 1月

### 4日
- 安德列亞斯·赫爾墨斯，德國農業科學家和政治家[1]

### 8日
- 朱利葉斯·拉布，奧地利政治家，奧地利第14任總理[2]

### 9日
- 哈利德·埃迪布·阿德瓦爾，土耳其小說家

### 11日
- 貝查拉·庫里，黎巴嫩第二任總理和黎巴嫩第六任總統

### 15日
- 陶菲克·迦南，巴勒斯坦醫生
- 傑克·蒂加登，美國爵士長號手[3]

### 21日
- 約瑟夫·鮑姆加特納，德國政治家
- 約瑟夫·希爾德克勞特，奧地利演員

### 22日
- 麗西·阿娜，德國女演員
- 馬克·布利茨斯坦，美國作曲家[4]

### 23日
- 貝內代塔·比安奇·波羅，義大利羅馬天主教平信徒和受人尊敬的
- 露西拉·加梅羅·德·麥地那，宏都拉斯小說家

### 29日
- 阿道夫·迪亞茲·雷西諾斯，尼加拉瓜兩屆總統
- 艾倫·拉德，美國演員[5]

### 31日
- 卡尼什·薩特巴耶夫，哈薩克院士和地質學家

## 2月

### 3日
- 阿方索，卡拉布里亞公爵
- 朱塞佩·阿馬托，義大利製片人、導演和編劇

### 5日
- 瑪蒂爾德·莫三特，美國飛行員[6]

### 6日
- 埃米利奧·阿奎納多，菲律賓將軍和菲律賓第一任總統

### 7日
- 索福克利斯·韋尼澤洛斯，希臘政治家，三屆希臘總理

### 8日
- 恩斯特·克雷奇默，德國精神病學家

### 10日
- 歐根·桑格，奧地利航空航天工程師

### 12日
- 傑拉爾德·加德納，英國博學家，巫術創始人[7]

### 13日
- 保利諾·艾簡達拿，菲律賓-西班牙足球運動員

### 15日
- 雷金納德·加里古-拉格朗日，法國神學家[8]

### 18日
- 約瑟夫·阿爾芒·龐巴迪，加拿大雪地摩托發明者，龐巴迪公司創始人

### 25日
- 亞歷山大·阿奇彭科，烏克蘭裔美國雕塑家
- 馬里亞諾·赫蘇斯·昆科，菲律賓政治家和作家[9]
- 格蕾絲·梅塔利烏斯，美國作家[10]

### 27日
- 奧里-凱利，澳大利亞出生的服裝設計師

## 3月

### 6日
- 保罗一世，希臘國王

### 9日
- 保羅·馮·萊托-沃貝克，德國將軍

### 12日
- 阿巴斯·阿卡德，埃及記者

### 18日
- 西格弗里德·埃德斯特隆，瑞典實業家，第四任國際奧會主席
- 諾伯特·維納，美國數學家[11]

### 19日
- 利奧·馬克西米利安·巴金斯基，德國企業家

### 20日
- 布倫丹·貝漢，愛爾蘭詩人和作家[12]

### 23日
- 彼得·洛爾，匈牙利出生的演員[13]

### 25日
- 阿根廷雕塑家阿爾弗雷多·比加蒂

### 30日
- 比林奇·庫瑪律·巴魯阿，印度民俗學家
- 內拉·拉森，美國小說家[14]

## 4月

### 1日
- 博日達爾·昆克，南斯拉夫作曲家

### 3日
- 法蘭茨·約瑟夫，霍亨索倫-埃姆登親王

### 5日
- 道格拉斯·麥克阿瑟上將，美國軍事將領，對韓戰等著名戰役影響極大。

### 6日
- 不丹第一任首相吉格梅·帕爾登·多吉（遇刺身亡）[15]

### 13日
- 維特·哈蘭，德國電影導演

### 14日
- 塔季揚娜·阿法納西耶娃，蘇聯數學家和物理學家
- 雷切尔·卡森，美國生物學家和環境作家[16]

### 18日
- 朝倉文夫，日本雕塑家
- 本·赫克特，美國編劇

### 20日
- 迪米塔爾·加涅夫，保加利亞共產主義政治家，國家元首
- 奥古斯特·桑德，德國攝影師[17]

### 21日
- 巴拉蒂達桑，印度泰米爾詩人和理性主義者[18]

### 24日
- 格哈德·多馬克，德國細菌學家，諾貝爾生理學或醫學獎獲得者（已拒絕）

### 29日
- 瓦茨勞·費爾南德斯·弗洛雷斯，西班牙記者和小說家

## 5月

### 2日
- 阿斯特子爵夫人南希·阿斯特，美國出生的英國政治家

### 6日
- 何塞·馬扎·費爾南德斯，智利政治家、律師和外交官

### 8日
- 野村吉三郎，日本海軍上將和外交官

### 10日
- 卡羅爾·哈尼，美國舞蹈家和女演員

### 13日
- 戴安娜·溫亞德，英國女演員

### 21日
- 詹姆斯·弗兰克，德國出生的物理學家，諾貝爾獎獲得者

### 26日
- 魯本·奧斯卡·奧爾瓦拉，芬蘭欺詐者[19]

### 27日
- 贾瓦哈拉尔·尼赫鲁，前印度总理，现代印度的缔造者之一。

### 30日
- 利奧·西拉德，匈牙利出生的美國物理學家

## 6月

### 3日
- 拉烏爾·馬格林-韋爾納里，法國軍官
- 弗蘭斯·埃米爾·西蘭帕，芬蘭作家，諾貝爾獎獲得者

### 6日
- 薩克森-魏瑪-艾森納赫的赫爾曼

### 7日
- 維奧萊特·艾德禮，英國前首相克莱门特·艾德礼的妻子
- 查理·盧埃林，第一位非白人南非板球運動員

### 8日
- 卡洛斯·金塔尼利亞，玻利維亞第37任總統

### 9日
- 第一代比弗布鲁克男爵马克斯·艾特肯，加拿大出生的英國報紙出版商和政治家

### 11日
- 凱薩琳·卡特·克里徹，美國畫家
- 約翰·埃克，瑞典奧運運動員[20]
- 銮披汶·颂堪，泰國陸軍元帥和泰國第三任總理

### 18日
- 乔治·莫兰迪，義大利畫家

### 24日
- 斯圖爾特·大衛斯，美國畫家[21]

### 25日
- 赫里特·里特费尔德，荷蘭建築師

### 27日
- 薩爾瓦多·阿爾迪西奧，義大利政治家

### 29日
- 埃裡克·多夫，美國薩克斯管演奏家

## 7月

### 1日
- 皮埃尔·蒙特，法國指揮家

### 2日
- 費瑞波·羅伯茲，美國賽車手和 NASCAR 名人堂成員

### 6日
- 曾俊臣，四川「鴉片大王」

### 7日
- 莉蓮·科普蘭，美國運動員[22]

### 11日
- 莫裡斯·托雷斯，法國共產黨領導人

### 14日
- 亞斯里王子，丹麥的瓦爾德馬王子次子

### 15日
- 路易士·巴特勒·貝雷斯，烏拉圭政治人物，烏拉圭第30任總統

### 16日
- 阿爾弗雷德·榮格，德國出生的藝術總監

### 21日
- 讓·福特里埃，法國畫家和雕塑家

### 22日
- 列昂尼德·巴拉托夫，蘇聯導演
- 吉爾多·博奇，義大利演員

### 23日
- 他金·科道·馬因，緬甸詩人和政治家

### 25日
- 約翰·萊瑟姆，澳大利亞法官和政治家[23]

### 31日
- 吉姆·里夫斯，美國鄉村歌手

## 8月

### 3日
- 弗兰纳里·奥康纳，美國作家[24]

### 6日
- 塞德里克·哈德威克，英國演員

### 7日
- 薩利瑪·馬尚巴，莫埃利蘇丹[25]
- 亞歷山大·扎瓦茲基，波蘭政治家，波蘭第12任總統

### 9日
- 方丹·福克斯，美國漫畫家

### 11日
- 安德列·艾瑪律，法國歷史學家

### 12日
- 伊西德羅·法貝拉，墨西哥法官和政治家
- 伊恩·佛萊明，英國作家[26]
- 德米特里·德米特里耶維奇·馬克蘇托夫，蘇聯天文學家和發明家

### 13日
- 穆斯塔克·海珊·汗，印度音樂家

### 14日
- 約翰尼·伯內特，美國歌手

### 18日
- 穆罕默德·古爾·汗·莫曼德，阿富汗政治家

### 20日
- 安東尼·德·弗朗西斯，義大利出生的美國雕塑家

### 21日
- 帕尔米罗·陶里亚蒂，義大利共產黨領導人

### 22日
- 西蒙·盧卡奇，蘇聯東方天主教主教，殉道者和祝福者

### 23日
- 埃斯特拉·坎齊亞尼，英國畫家

### 27日
- 格雷西·艾倫，美國女演員和喜劇演員，被稱為喜劇二人組伯恩斯和艾倫的一員

### 28日
- 拉姆斯登·黑爾，愛爾蘭出生的演員、戲劇導演和戲劇製作人

### 30日
- 阿列克謝·亞歷山德羅維奇·格列奇金，蘇聯指揮官

## 9月

### 2日
- 弗朗西斯科·克拉维罗·洛佩斯，葡萄牙軍官和政治家，葡萄牙第12任總統
- 阿爾文·約克，第一次世界大戰的美國英雄

### 17日
- 克莱夫·贝尔，英國藝術評論家

### 18日
- J·弗蘭克·多比，美國民俗學家和記者[27]
- 肖恩·奥凯西，愛爾蘭作家[28]

### 21日
- 奧托·格羅特沃爾，東德共產主義政治家，德意志民主共和國第一任總理

### 28日
- 哈波·馬克思，美國喜劇演員、演員、啞劇藝術家和音樂家

### 29日
- 弗雷德·图特尔，美國奧運運動員

## 10月

### 1日
- 恩斯特·托赫，奧地利作曲家

### 10日
- 埃迪·康托爾，美國演員、喜劇演員和舞蹈家

### 15日
- 科尔·波特，美國作曲家和作詞家

### 20日
- 赫伯特·胡佛，美国总统

### 22日
- 卡瓦贾·纳兹穆丁，巴基斯坦政治人物，巴基斯坦第二任總理

### 25日
- 喬·亨德森，美國節奏藍調和福音音樂歌手

### 27日
- 皮埃爾·卡地亞，法國珠寶商
- 魯道夫·馬特，波蘭電影攝影師

### 29日
- 克勞迪奧·埃爾梅利，義大利演員
- 亨利·拉森，加拿大探險家

## 11月

### 2日
- 查理斯·奧爾弗雷爵士，英國將軍[29]
- 何塞·拉蒙·吉扎多，巴拿馬政治家，巴拿馬第17任總統

### 5日
- 梅布爾·露西·阿特維爾，英國插畫家
- 約翰·羅伯遜，加拿大電影導演

### 6日
- 漢斯·馮·歐拉-切爾平，德國出生的化學家，諾貝爾獎獲得者

### 10日
- 吉米·多德，美國演員、歌手和詞曲作者

### 11日
- 弗朗西斯科·巴爾達，波蘭羅馬天主教神職人員和上帝的僕人
- 胡安·德·迪奧斯·菲利貝托，阿根廷小提琴家
- 愛德華·斯圖爾曼，奧地利裔美國鋼琴家和作曲家

### 12日
- 里卡德·桑德勒，瑞典政治家，瑞典第20任首相

### 13日
- 奧斯卡·貝克爾，德國哲學家

### 14日
- 海因里希·冯·布伦塔诺，德國政治家

### 18日
- 托馬索·貝索齊，義大利記者

### 25日
- 克拉倫斯·科爾布，美國演員

### 29日
- 安妮·德弗裡斯，荷蘭作家

## 12月

### 1日
- Marie-Clémentine Anuarite Nengapeta，剛果羅馬天主教修女
- 约翰·伯顿·桑德森·霍尔丹，英國遺傳學家

### 4日
- 皮娜·佩利瑟，墨西哥女演員

### 5日
- V.維拉辛加姆，錫蘭泰米爾語教師和政治家

### 6日
- 康斯薇露·范德比尔特，瑪律堡公爵夫人

### 9日
- 伊迪絲·西特韋爾，英國詩人

### 10日
- 馬里亞諾·羅塞爾·阿雷拉諾，瓜地馬拉神職人員

### 11日
- 山姆·库克，美國歌手和詞曲作者[30]
- 阿尔玛·马勒，古斯塔夫·馬勒的妻子

### 13日
- 埃內斯托·阿爾米蘭特，義大利演員

### 14日
- 威廉·本迪克斯，美國演員

### 15日
- CJ漢布羅，挪威政治家和記者

### 17日
- 维克托·赫斯，奧地利出生的美國物理學家，諾貝爾獎獲得者

### 21日
- 卡尔·范·韦克滕，美國作家和攝影師[31]

### 22日
- 羅莎·博爾哈·德·伊卡薩，厄瓜多作家

### 24日
- 敖德薩的庫克沙，東正教牧師

### 29日
- 弗拉基米爾·費沃斯基，俄羅斯藝術家和雕刻師

### 30日
- 漢斯·格哈德·克雅茨費爾特，德國神經病理學家[32]

### 31日
- 罗纳德·费尔贝恩，蘇格蘭精神病學家和精神分析學家[33]
- 奥拉维尔·托尔斯，冰島政治家，冰島第八任總理
- 第一代威爾遜男爵亨利·梅特蘭·威爾遜，英國陸軍元帥